# Ryska torget

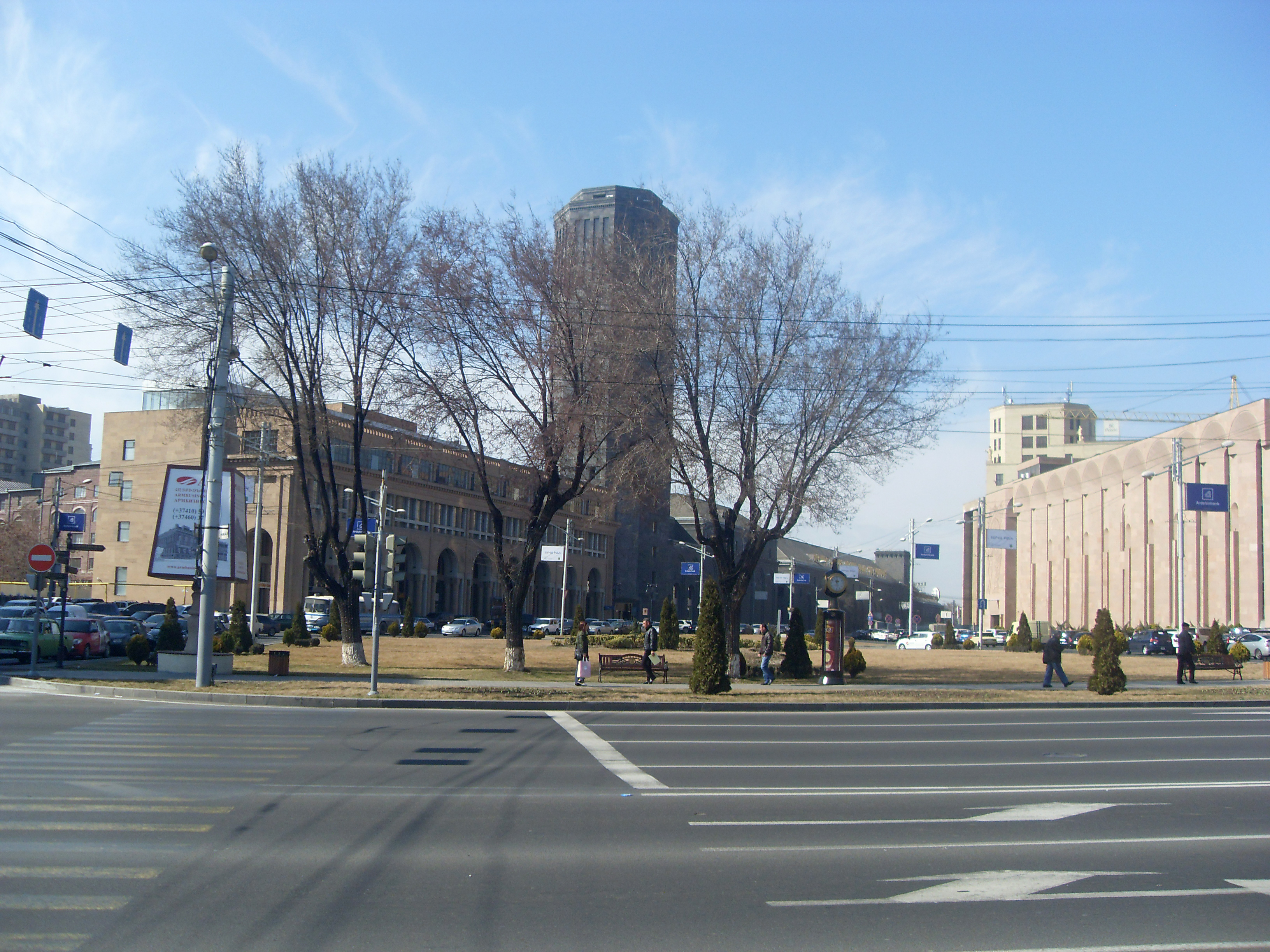
Ryska torget västerut från Alexander Mjasnikjanplatsen mot Segerbron

Ryska torget, eller Rysslandstorget (armeniska: Ռուսաստանի հրապարակ: Rusastani hraparak) är ett torg i Kentron i Jerevan i Armenien.
Torget ligger vid Grigor Lusavoritj- och Argisjti-gatorna. Runt torget ligger Jerevans stadshus, Jerevans historiska museum, Jerevan Ararat konjaksfabrik, Moskvahuset, samt Yerevan Plaza Business Center, som bland annat inrymmer Sveriges ambassad i Jerevan. Vid Ryska torget ligger också Aleksandr Mjasnikjanplatsen med monumentet över Aleksandr Mjasnikjan.
Torget invigdes 2008 av dåvarande presidenterna Dmitrij Medvedev i Ryssland och Serzj Sargsian i Armenien.

## Bildgalleri

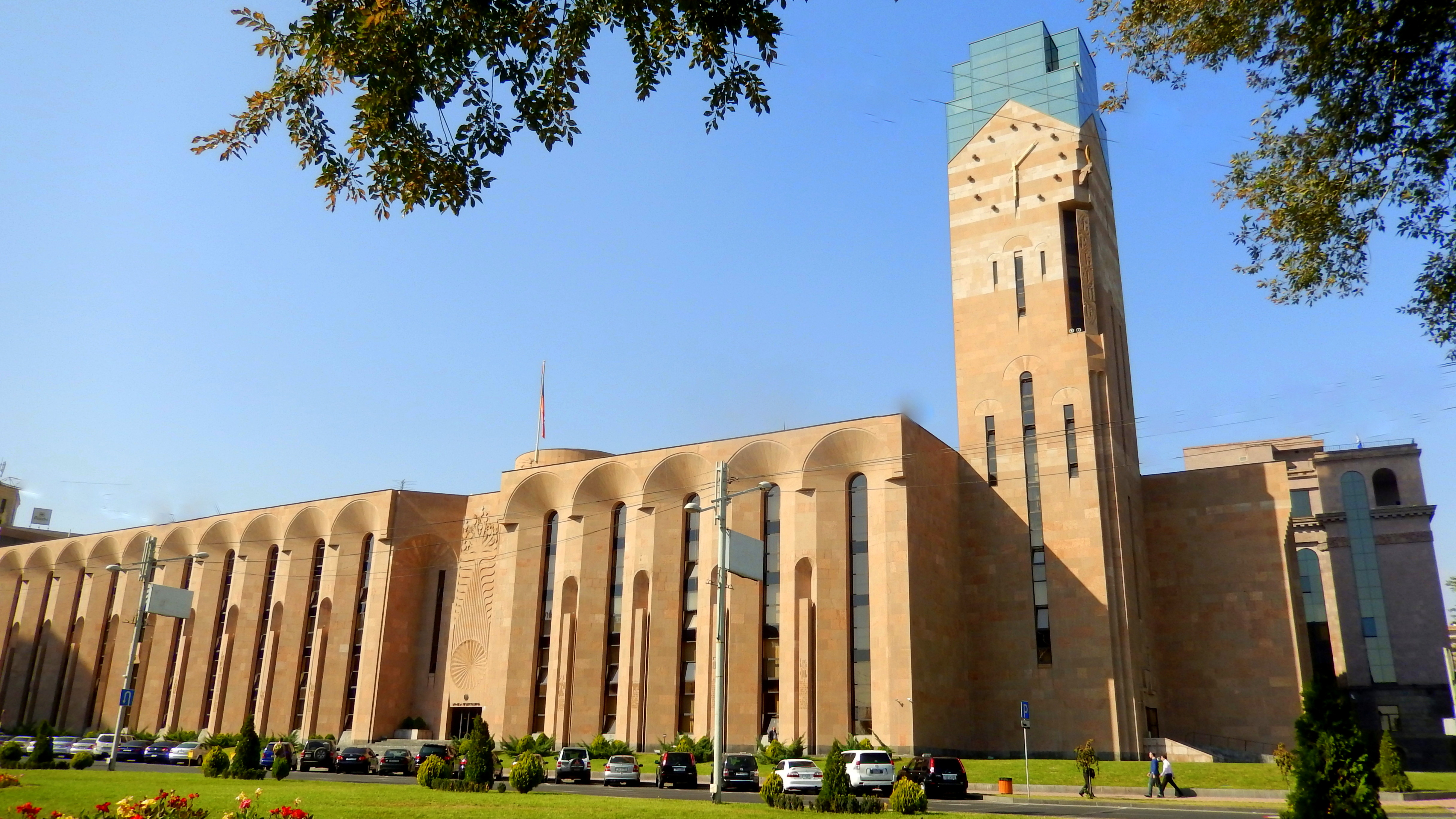
Jerevans stadshus
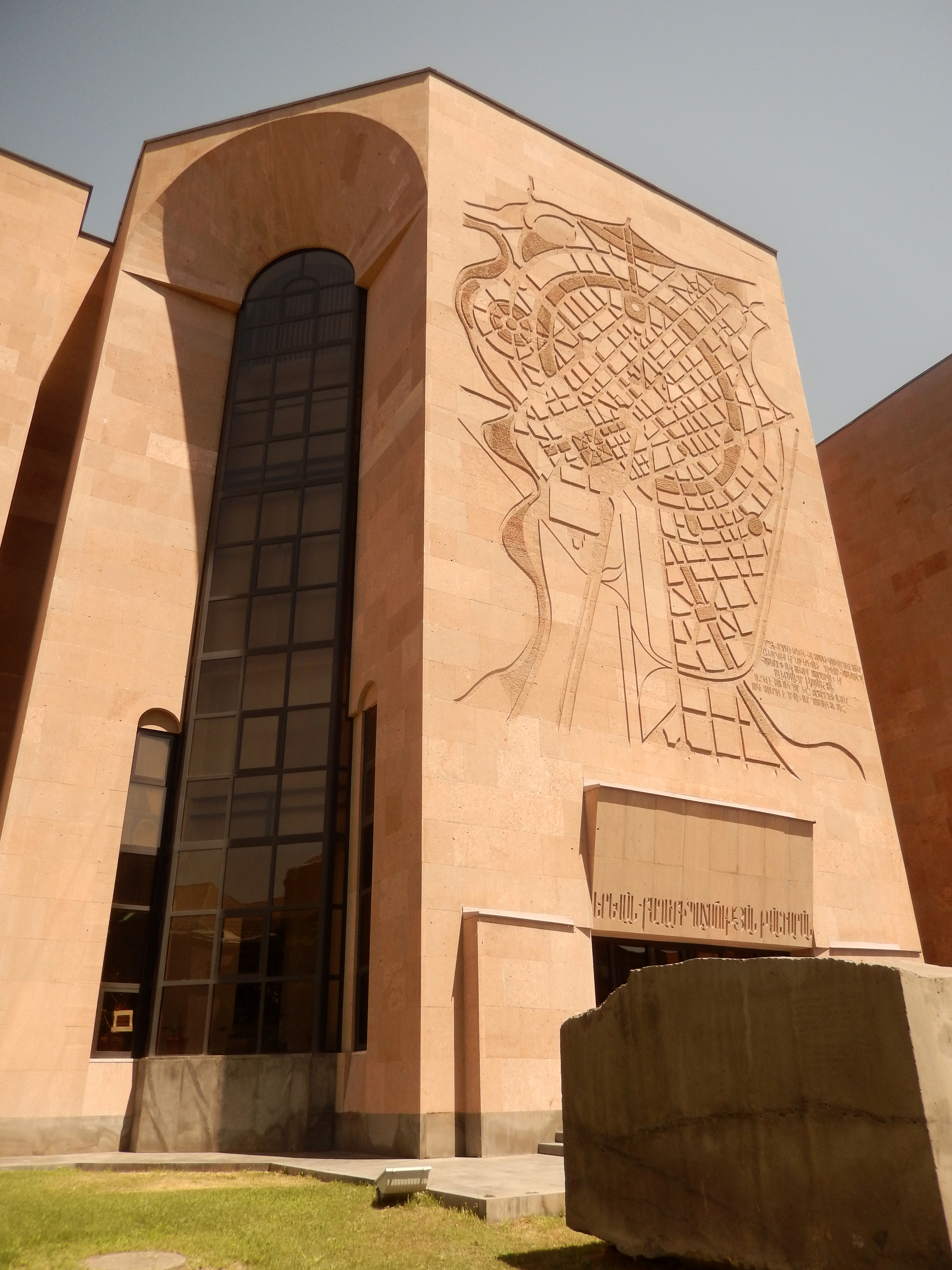
Jerevans historiska museum
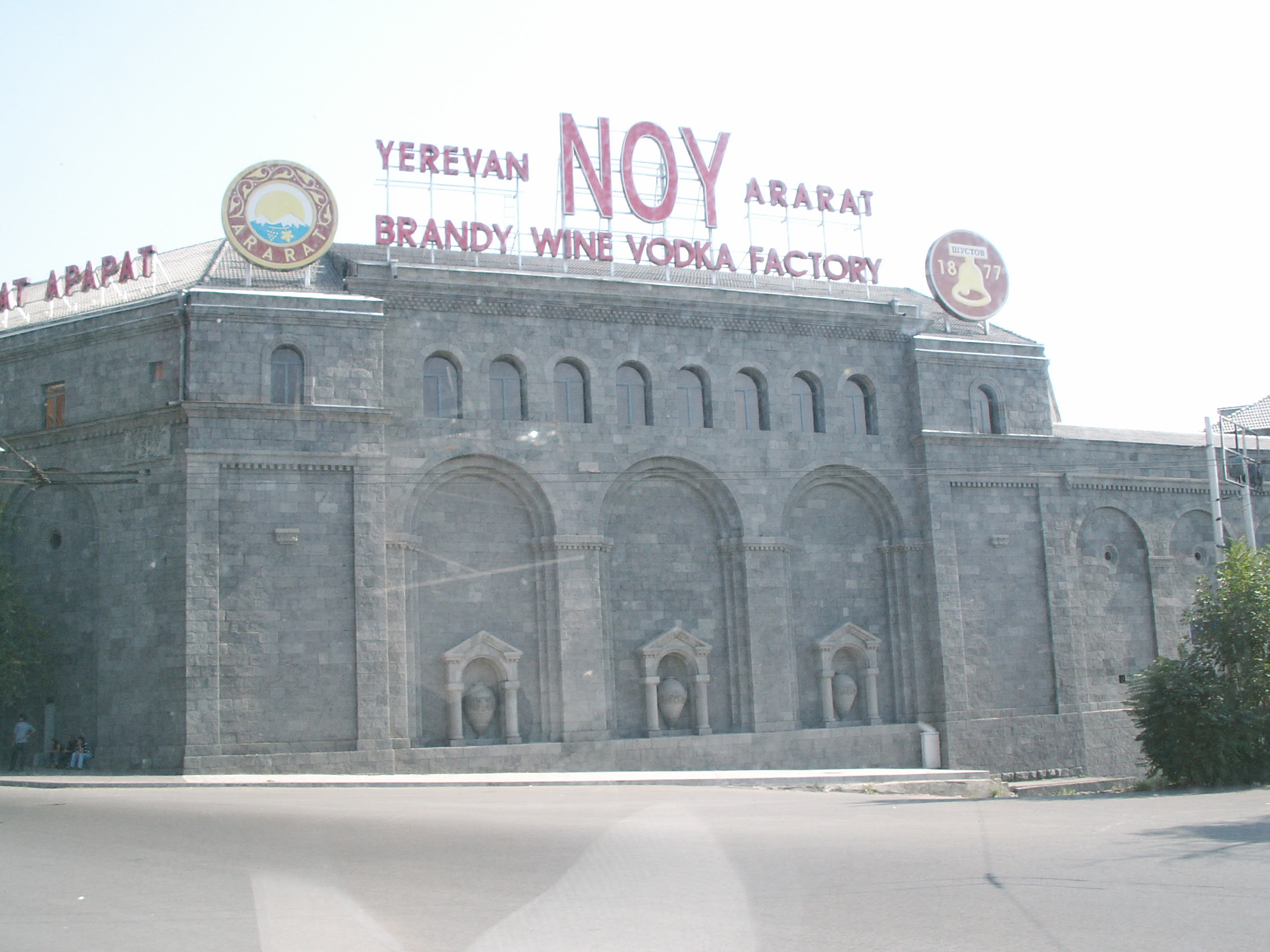
Jerevan Ararat konjaksfabrik
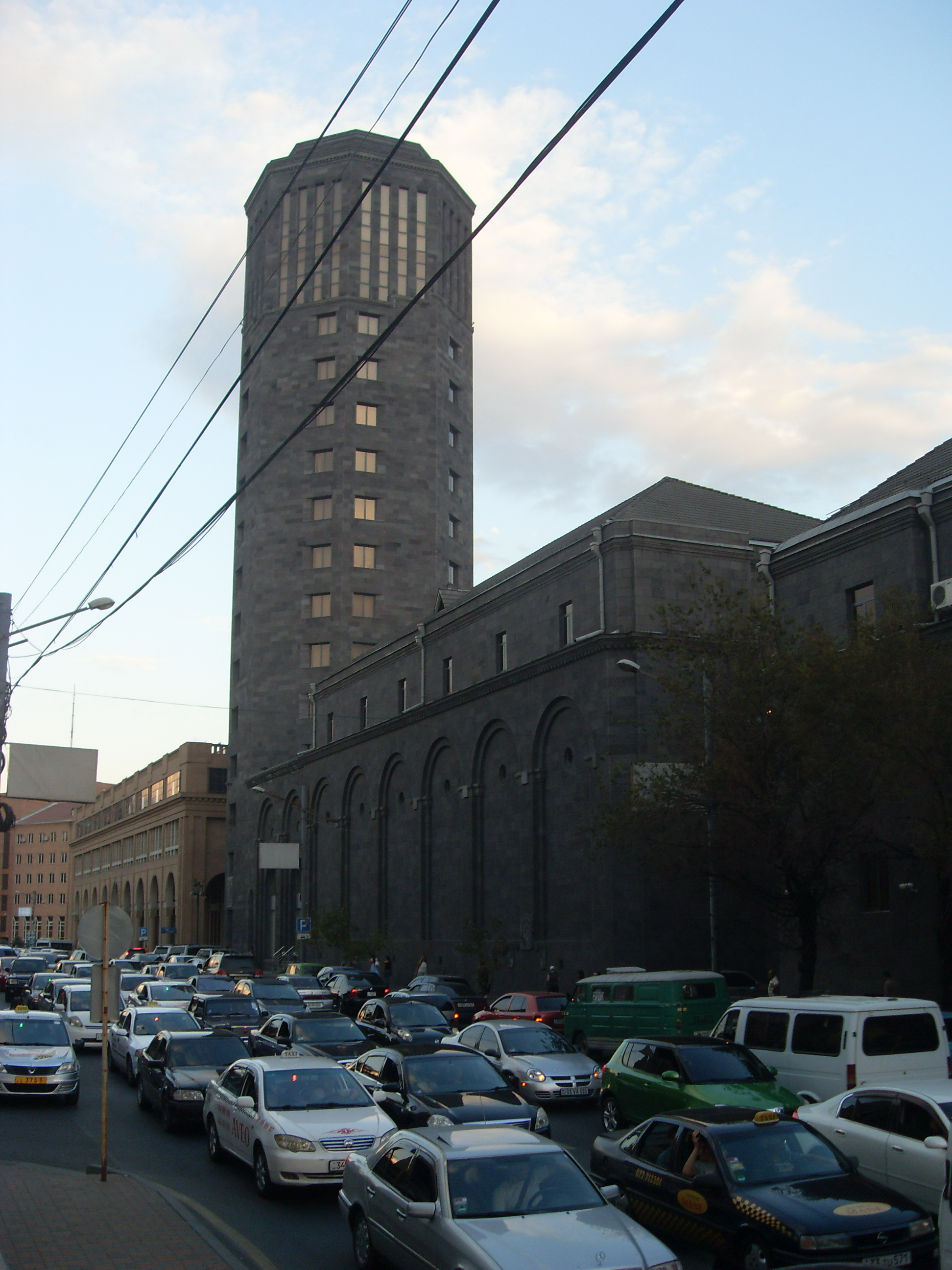
Jerevan Ararat konjaksfabrik
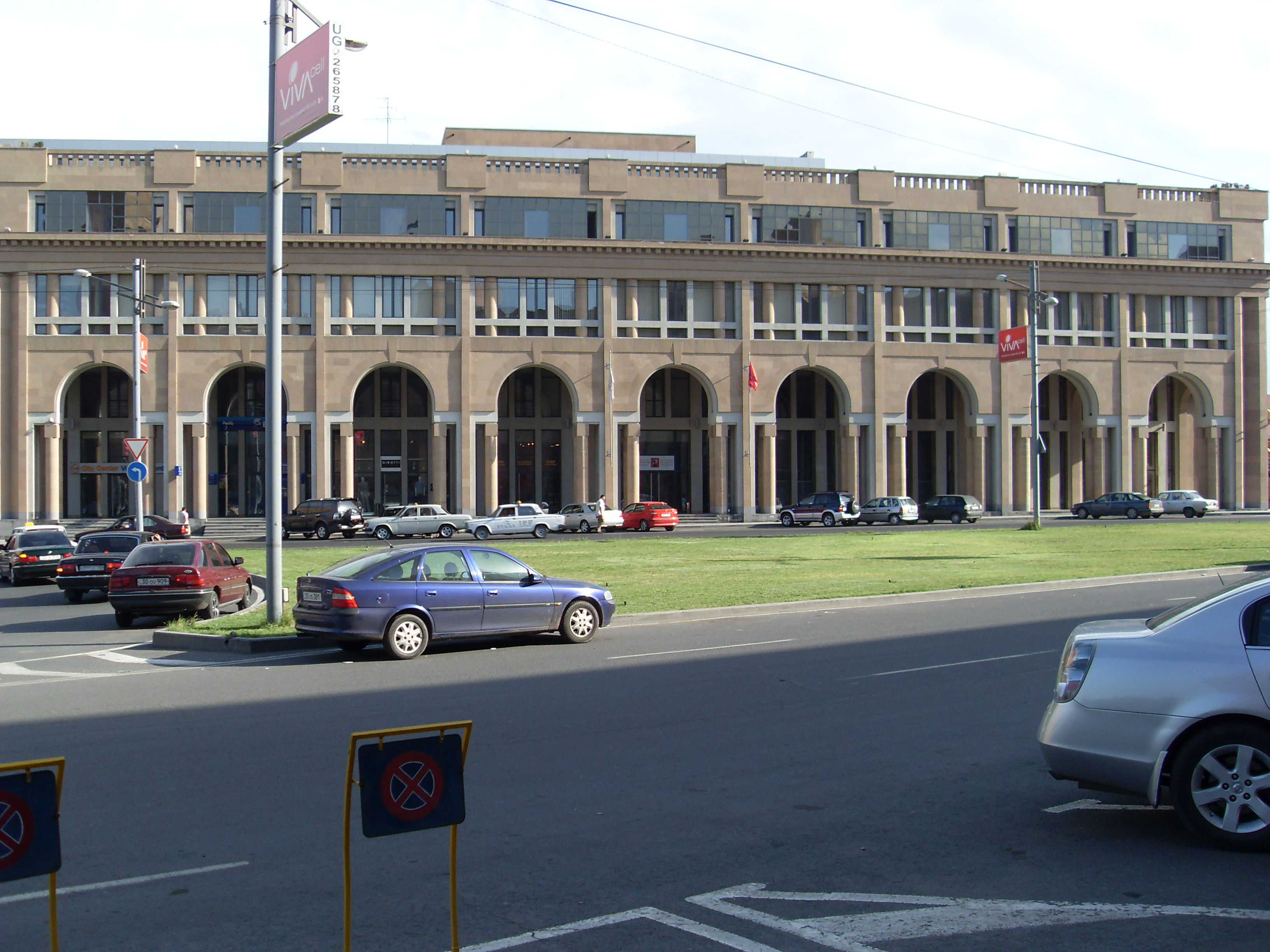
Moskvahuset
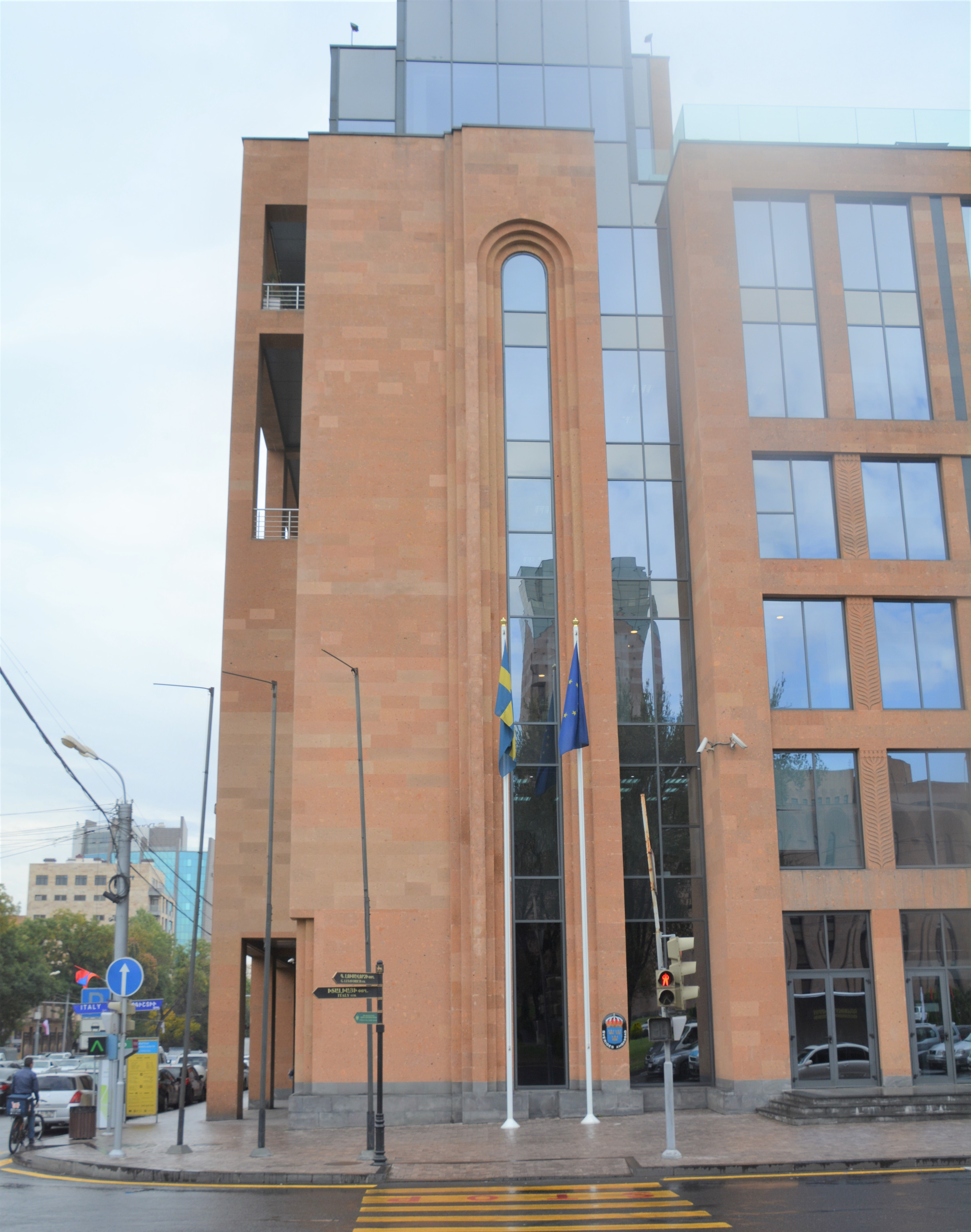
Yerevan Plaza Business Center, med Sveriges ambassad i Jerevan
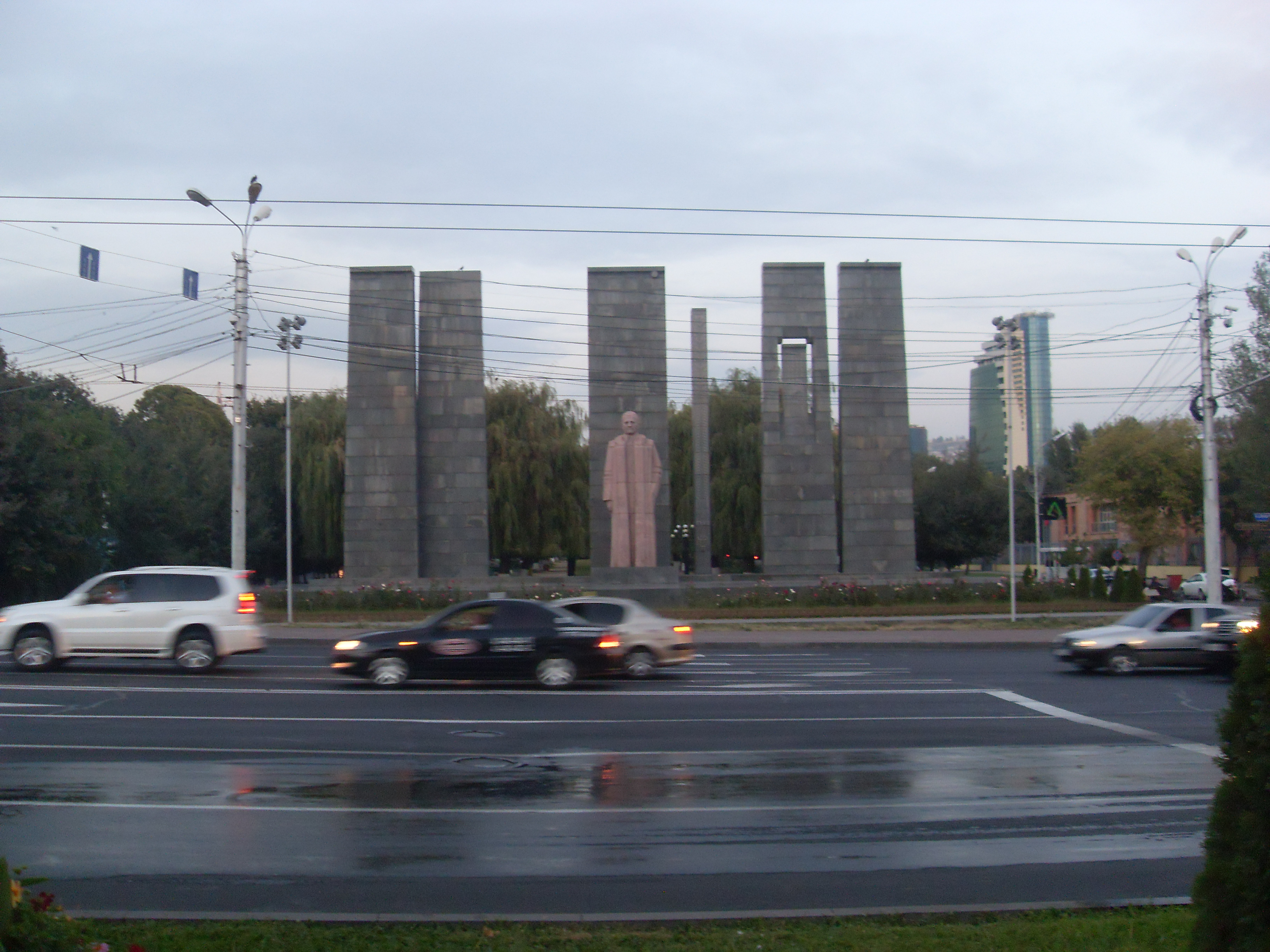
Aleksandr Mjasnikjanmonumentet på Aleksandr Mjasnikjanplatsen
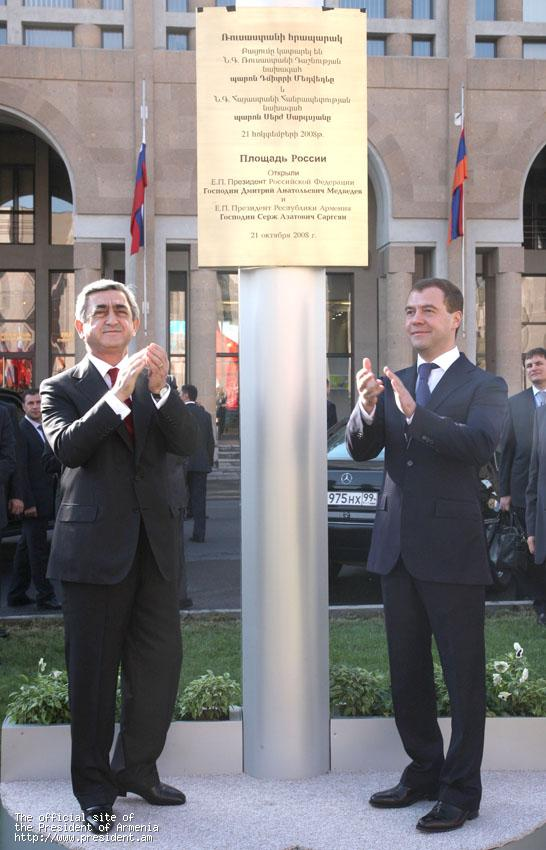
Presidenterna Dmitrij Medvedev och Serzj Sargsian vid invigningen 2008